# Enicospilus mamatsus
Enicospilus mamatsus là một loài tò vò trong họ Ichneumonidae.